# Azy-sur-Marne
Pour les articles homonymes, voir Azy.
Azy-sur-Marne est une commune française située dans le département de l'Aisne en région Hauts-de-France.

## Géographie

### Description
Le village fait partie du pays de l'Omois et est situé rive droite de la Marne à 1,3 km au sud-est de Bonneil et à 9 km au sud-ouest de Château-Thierry.
C'est une commune de l'appellation d'origine Champagne (AOC)[réf. nécessaire]. .

### Communes limitrophes
| Bonneil          | Essômes-sur-Marne |  |
|                  | Azy-sur-Marne     |  |
| Romeny-sur-Marne | Chézy-sur-Marne   |  |

### Hydrographie
La commune est située dans le bassin Seine-Normandie. Elle est drainée par la Marne et le ru de Vilaine,,.
La Marne  prend sa source sur le plateau de Langres, dans la commune de Saints-Geosmes (Haute-Marne) et se jette dans la Seine entre Charenton-le-Pont et Alfortville (Val-de-Marne) dans le quartier de Conflans-l'Archevêque.

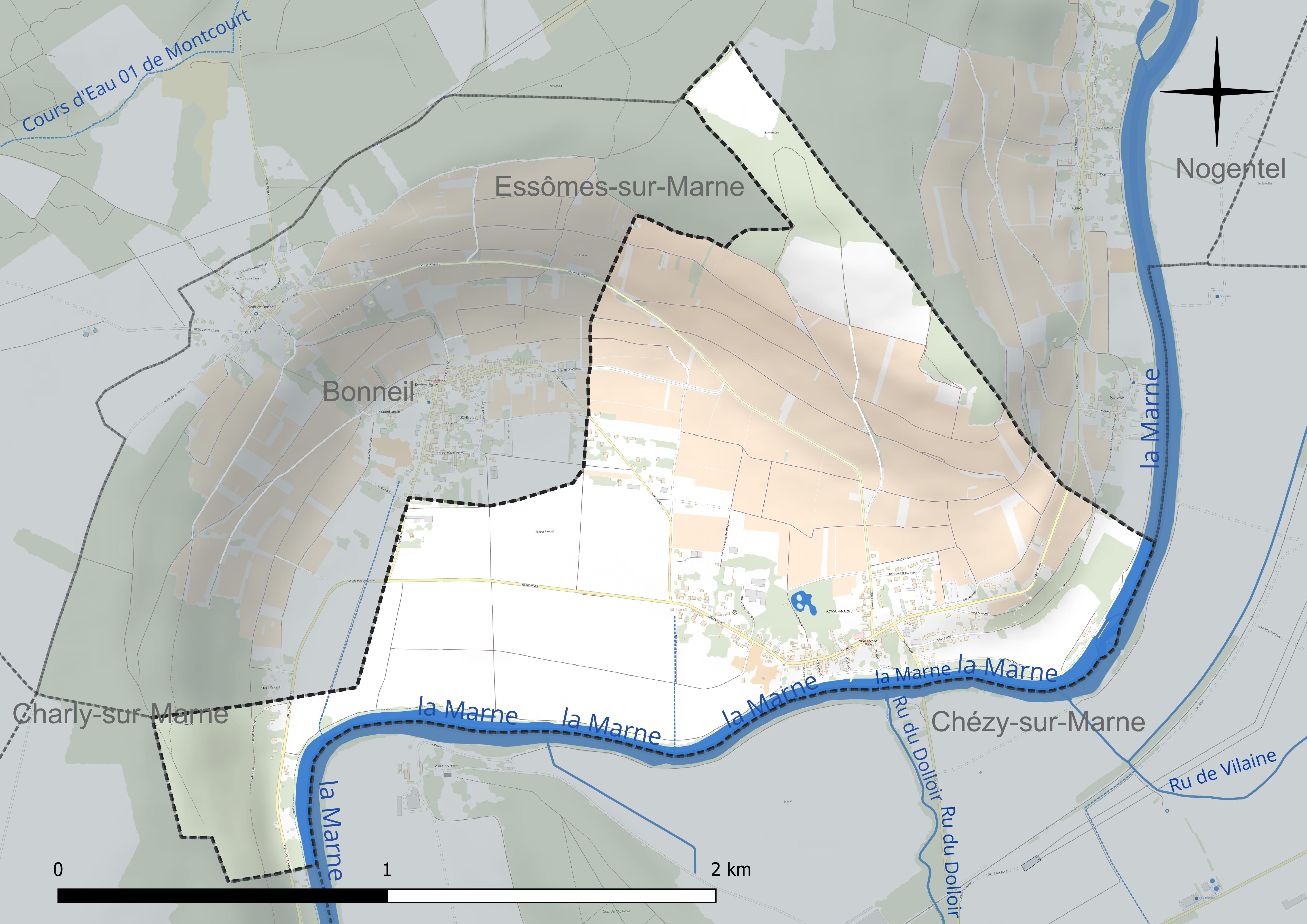
Réseau hydrographique d'Azy-sur-Marne.

### Climat
Pour des articles plus généraux, voir Climat des Hauts-de-France et Climat de l'Aisne.
En 2010, le climat de la commune est de type climat océanique dégradé des plaines du Centre et du Nord, selon une étude du CNRS s'appuyant sur une série de données couvrant la période 1971-2000. En 2020, Météo-France publie une typologie des climats de la France métropolitaine dans laquelle la commune est exposée à un climat océanique altéré et est dans la région climatique Nord-est du bassin Parisien, caractérisée par un ensoleillement médiocre, une pluviométrie moyenne régulièrement répartie au cours de l'année et un hiver froid (3 °C).
Pour la période 1971-2000, la température annuelle moyenne est de 10,4 °C, avec  une amplitude thermique annuelle de 15,3 °C. Le cumul annuel moyen de précipitations est de 719 mm, avec 11,6 jours de précipitations en janvier et 8,5 jours en juillet. Pour la période 1991-2020 la température moyenne annuelle observée sur la station météorologique la plus proche, située sur la commune de Blesmes à 7 km à vol d'oiseau, est de 10,6 °C et le cumul annuel moyen de précipitations est de 713,0 mm,. Pour l'avenir, les paramètres climatiques de la commune estimés pour 2050 selon différents scénarios d'émission de gaz à effet de serre sont consultables sur un site dédié publié par Météo-France en novembre 2022.

## Urbanisme

### Typologie
Au 1er janvier 2024, Azy-sur-Marne est catégorisée commune rurale à habitat dispersé, selon la nouvelle grille communale de densité à 7 niveaux définie par l'Insee en 2022.
Elle est située hors unité urbaine. Par ailleurs la commune fait partie de l'aire d'attraction de Paris, dont elle est une commune de la couronne,.

### Occupation des sols
L'occupation des sols de la commune, telle qu'elle ressort de la base de données européenne d'occupation biophysique des sols Corine Land Cover (CLC), est marquée par l'importance des territoires agricoles (71,3 % en 2018), une proportion identique à celle de 1990 (71,3 %). La répartition détaillée en 2018 est la suivante : 
cultures permanentes (35,8 %), terres arables (35,5 %), forêts (14,5 %), zones urbanisées (14,2 %).
L'évolution de l'occupation des sols de la commune et de ses infrastructures peut être observée sur les différentes représentations cartographiques du territoire : la carte de Cassini (XVIIIe siècle), la carte d'état-major (1820-1866) et les cartes ou photos aériennes de l'IGN pour la période actuelle (1950 à aujourd'hui).

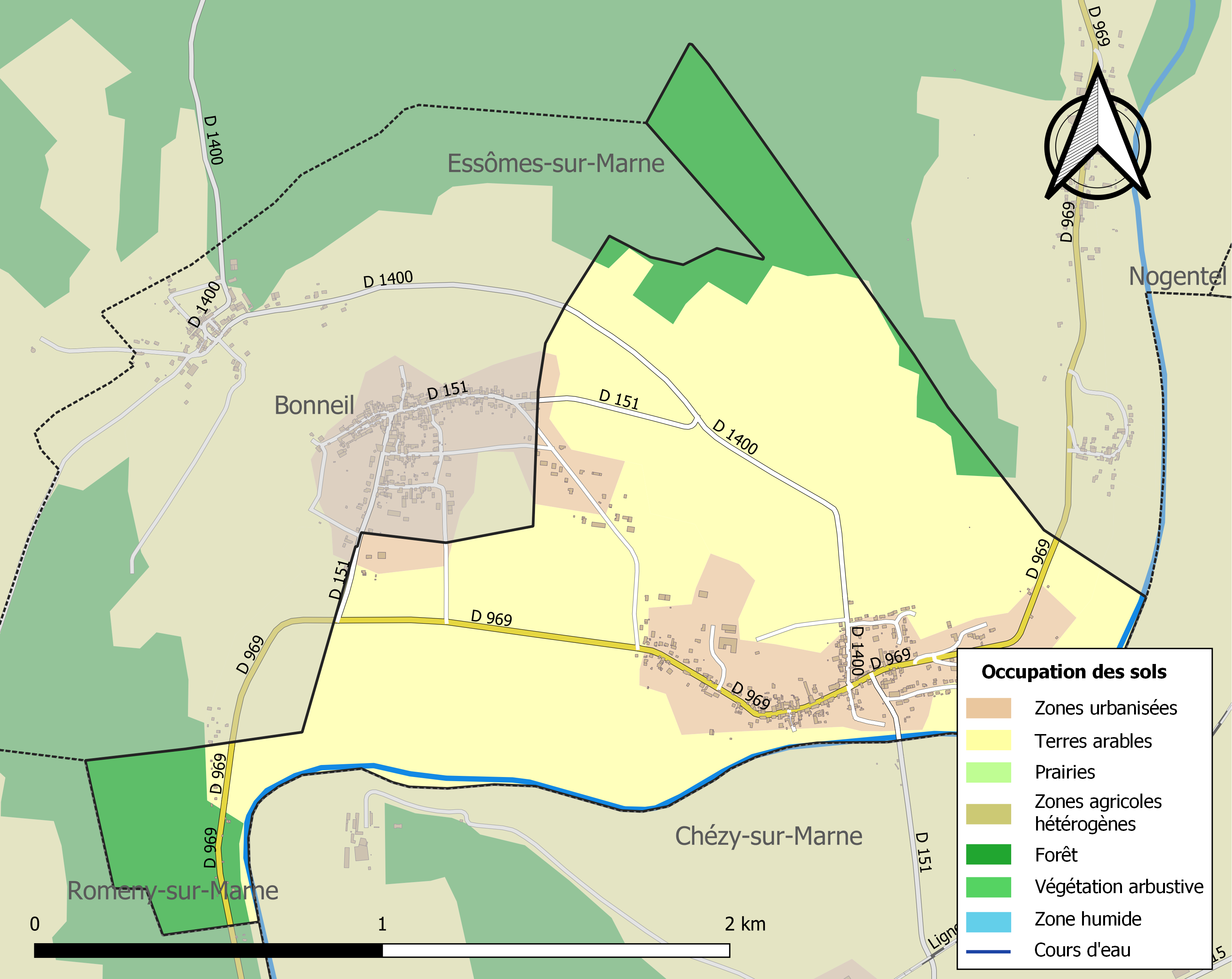
Carte des infrastructures et de l'occupation des sols de la commune en 2018 (CLC).

### Habitat et logement
En 2018, le nombre total de logements dans la commune était de 192, alors qu'il était de 193 en 2013 et de 189 en 2008.
Parmi ces logements, 86 % étaient des résidences principales, 9,3 % des résidences secondaires et 4,7 % des logements vacants. Ces logements étaient pour 94,8 % d'entre eux des maisons individuelles et pour 2,1 % des appartements.
Le tableau ci-dessous présente la typologie des logements à Azy-sur-Marne en 2018 en comparaison avec celle de l'Aisne et de la France entière. Une caractéristique marquante du parc de logements est ainsi une proportion de résidences secondaires et logements occasionnels (9,3 %) supérieure à celle du département (3,5 %) et à celle de la France entière (9,7 %). Concernant le statut d'occupation de ces logements, 87,9 % des habitants de la commune sont propriétaires de leur logement (86,1 % en 2013), contre 61,6 % pour l'Aisne et 57,5 pour la France entière.
| Typologie                                               | Azy-sur-Marne | Aisne | France entière |
| ------------------------------------------------------- | ------------- | ----- | -------------- |
| Résidences principales (en %)                           | 86            | 86,7  | 82,1           |
| Résidences secondaires et logements occasionnels (en %) | 9,3           | 3,5   | 9,7            |
| Logements vacants (en %)                                | 4,7           | 9,8   | 8,2            |

## Toponymie
La commune était appelée Azy-Bonneuil de 1801 à 1898, année où elle est renommée Azy, puis, en 1939, elle prend sa dénomination actuelle d'Azy-sur-Marne.
La Marne est une rivière française située à l'est du bassin parisien. Elle représente à ce titre la plus grande rivière de France. C'est le principal affluent de la Seine.

## Histoire

### Renaissance
En 1580 la peste reprit sa grande offensive, fauchant le quart de la population, la famine et les épidémies (peste, coqueluche, dysenterie) frappèrent durement cette fin de siècle, la baisse de la population d'Azy-sur-Marne fut d'environ 40.%. Après cela, les Aziciens anciens organisèrent des cortèges que l'on nomma les processions blanches : les gens allaient couverts de draps blancs portant croix, bannières, torches et cierges allumés ; chantaient  des hymnes et cantiques à la louange de Dieu et de la sainte Vierge tout en se relayant ; beaucoup marchaient pieds nus. Le dimanche 4 septembre 1583, huit cents personnes d'Azy-sur-Marne et des environs se sont rassemblés et allèrent ainsi en procession à Meaux au tombeau de saint Fiacre puis à la cathédrale où étaient conservées les reliques. Chemin faisant, ils rencontrèrent d'autres processions ; à l'entrée de Meaux ce cortège "tenait bien une demi lieue de long" (2 250 mètres).

#### Première guerre mondiale
Village très endommagé par les batailles de la Marne lors de la Première Guerre mondiale.
Il a été décoré de la Croix de guerre 1914-1918 le 23 janvier 1924.

## Politique et administration

### Rattachements administratifs et électoraux

#### Rattachements administratifs
La commune se trouve depuis 1942 dans l'arrondissement de Château-Thierry du département de l'Aisne.
Elle faisait partie depuis 1801 du canton de Château-Thierry. Dans le cadre du redécoupage cantonal de 2014 en France, cette circonscription administrative territoriale a disparu, et le canton n'est plus qu'une circonscription électorale.

#### Rattachements électoraux
Pour les élections départementales, la commune fait partie depuis 2014 du canton d'Essômes-sur-Marne
Pour l'élection des députés, elle fait partie de la cinquième circonscription de l'Aisne.

### Intercommunalité
Azy-sur-Marne était membre de la communauté de communes de la Région de Château-Thierry, un établissement public de coopération intercommunale (EPCI) à fiscalité propre créé fin 1995 et auquel la commune avait transféré un certain nombre de ses compétences, dans les conditions déterminées par le code général des collectivités territoriales.
Dans le cadre des dispositions de la loi portant nouvelle organisation territoriale de la République du 7 août 2015, qui prévoit que les établissements publics de coopération intercommunale (EPCI) à fiscalité propre doivent avoir un minimum de 15 000 habitants, cette intercommunalité a fusionné avec ses voisines pour former, le 1er janvier 2017, la communauté d'agglomération de la Région de Château-Thierry dont est désormais membre la commune.

### Liste des maires
| Période                                  | Période                       | Identité             | Étiquette | Qualité  |
| ---------------------------------------- | ----------------------------- | -------------------- | --------- | -------- |
| avant 1875                               | après 1876                    | M. Bennard           |           |          |
| Les données manquantes sont à compléter. |                               |                      |           |          |
| mars 2001                                | 2014                          | Pierre Pastorelli    | DVG       |          |
| 2014                                     | mai 2020                      | Jean-Pierre Lantoine | SE        | Retraité |
| mai 2020                                 | En cours (au 2 décembre 2021) | Séverine Gleize      |           |          |

## Population et société

### Démographie
L'évolution du nombre d'habitants est connue à travers les recensements de la population effectués dans la commune depuis 1793. Pour les communes de moins de 10 000 habitants, une enquête de recensement portant sur toute la population est réalisée tous les cinq ans, les populations de référence des années intermédiaires étant quant à elles estimées par interpolation ou extrapolation. Pour la commune, le premier recensement exhaustif entrant dans le cadre du nouveau dispositif a été réalisé en 2006.

En 2022, la commune comptait 370 habitants, en évolution de −5,13 % par rapport à 2016 (Aisne : −1,97 %, France hors Mayotte : +2,11 %).
| 1793 | 1800 | 1806 | 1821 | 1831 | 1836 | 1841 | 1846 | 1851 |
| ---- | ---- | ---- | ---- | ---- | ---- | ---- | ---- | ---- |
| 253  | 266  | 276  | 246  | 259  | 265  | 254  | 245  | 251  |

| 1856 | 1861 | 1866 | 1872 | 1876 | 1881 | 1886 | 1891 | 1896 |
| ---- | ---- | ---- | ---- | ---- | ---- | ---- | ---- | ---- |
| 223  | 315  | 252  | 192  | 191  | 193  | 187  | 199  | 189  |

| 1901 | 1906 | 1911 | 1921 | 1926 | 1931 | 1936 | 1946 | 1954 |
| ---- | ---- | ---- | ---- | ---- | ---- | ---- | ---- | ---- |
| 194  | 176  | 168  | 160  | 181  | 195  | 167  | 167  | 173  |

| 1962 | 1968 | 1975 | 1982 | 1990 | 1999 | 2006 | 2011 | 2016 |
| ---- | ---- | ---- | ---- | ---- | ---- | ---- | ---- | ---- |
| 200  | 222  | 286  | 326  | 372  | 381  | 372  | 396  | 390  |

| 2021 | 2022 | - | - | - | - | - | - | - |
| ---- | ---- | - | - | - | - | - | - | - |
| 375  | 370  | - | - | - | - | - | - | - |

### Manifestations culturelles et festivités
La commune organise régulièrement des événements comme des repas pour Noël ou des brocantes, ils sont traditionnellement orchestrés à proximité de la salle des fêtes[réf. nécessaire].

## Économie
- Situé dans la zone d'appellation « Champagne de l'Aisne ».
- Exploitation viticole Mercier pour Champagne Moët & Chandon

## Culture locale et patrimoine

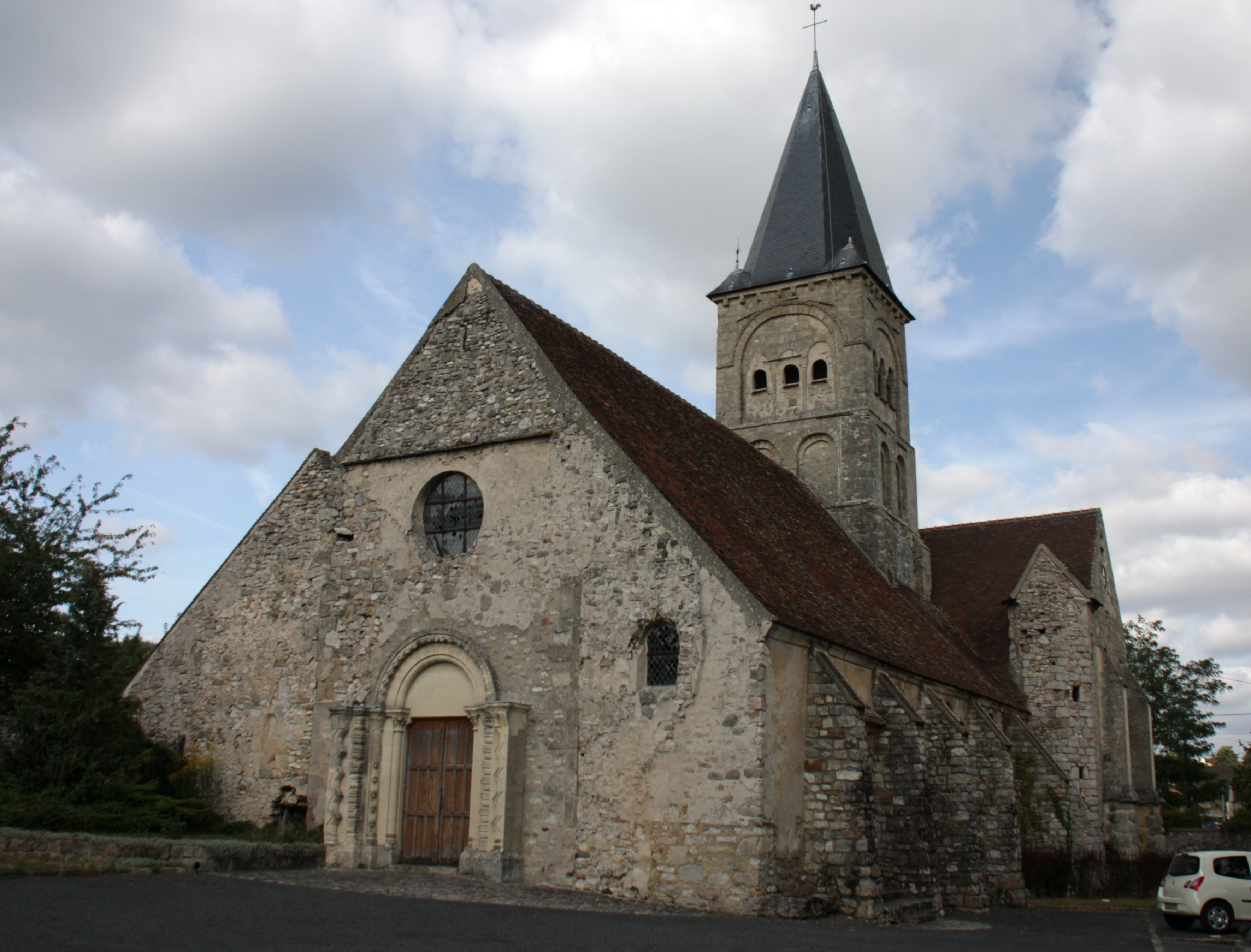
L'église Saint-Félix.

### Lieux et monuments
- L'église Saint-Félix date de la fin du XIe siècle ou du commencement du XIIe siècle :
 Une flèche de 15 m s'élève sur une tour carrée qui mesure au moins 10 m. Le clocher est assis sur la travée centrale qui précède l'intersection de la nef et du transept. Du portail au chevet, l'édifice mesure 30 m. Ce chevet est pentagonal. Les fenêtres de l'abside sont en partie aveugles. Il reste cependant quelques vestiges de continuité existants dans d'autres fenêtres. Le fond de l'abside est recouvert par un retable du XVIIIe siècle dont le milieu est occupé par un tableau L'adoration du sauveur par les anges.
Le bras droit du transept est un peu plus long que celui de gauche. L'autel droit est dédié à saint Blaise qui est le patron des animaux sauvages, des peigneurs de laine et des personnes qui souffrent de maux de gorge, deuxième patron de la paroisse ; celui de gauche à la Sainte Vierge. Sur l'autel de la Sainte Vierge, une niche a remplacé le tableau qui occupait la partie médiane, dans cette niche se trouve une statue en plâtre de Notre Dame. La balustrade du sanctuaire est en bois, lourde et disgracieuse. 
Dans le chœur, à droite et à gauche, sont placés deux bancs dont les dossiers, à l'intérieur comme à l'extérieur, ont des moulures Renaissance. La chaire à prêcher est un travail très soigné de la fin du XVe siècle. Le pied de cette chaire est terminé par un écu sur lequel sont gravés les instruments de la passion. 
L'escalier et la porte sont l'œuvre d'un menuisier du village. Sous la voûte du clocher, se voient deux pierres tombales, l'une retournée, l'autre portant une inscription en lettres gothiques du XIVe siècle.  Sur la dalle est gravée l'effigie d'un abbé, les mains jointes. 
Le portail méridional est en partie conservé, véritablement caractéristique avec ses dents de scie de grandes dimensions, il a dû être protégé autrefois par un porche. On affirme sans certitude que le porche ancien recouvrait un lieu consacré avant l'ère chrétienne et dont les débris sont recouverts par les matériaux qui ferment actuellement la route. Cet ancien temple aurait été fermé par des pierres considérables amenées à mains d'hommes.
- Passage du sentier de grande randonnée GR 11A.

## Pour approfondir